# Georg Martin Doertenbach
Georg Martin Doertenbach (* 30. Mai 1822 in Calw; † 7. Februar 1891 in Stuttgart) war ein württembergischer Bankier, Unternehmer und Politiker.

## Leben
Georg Martin Doertenbach war der Sohn von Johann Georg Doertenbach. Er besuchte das Gymnasium in Calw sowie die polytechnische Schule in Stuttgart und erhielt eine kaufmännische Ausbildung. Gemeinsam mit seinem Vater war er an der Gründung und dem weiteren Ausbau des Stuttgarter Bankhauses Doertenbach, der Maschinenfabrik Esslingen, der Spinnerei und Weberei Esslingen sowie weiterer Aktiengesellschaften beteiligt. Er war Teilhaber an Wollfabrikations-Geschäften in Calw und Mitglied des Verwaltungsrats der Frankfurter Hypothekenbank.
Von 1868 bis 1870 gehörte er als Abgeordneter des Wahlkreises Württemberg 14 (Nagold, Calw, Böblingen, Neuenbürg) dem Zollparlament an.